# Sphaerichthys
Sphaerichthys es un género de peces de la familia Osphronemidae. Fue descrito por el italiano Giovanni Canestrini en 1860.

## Especies
- Sphaerichthys acrostoma Vierke, 1979
- Sphaerichthys osphromenoides Canestrini, 1860
- Sphaerichthys selatanensis Vierke, 1979
- Sphaerichthys vaillanti Pellegrin, 1930